# 阿爾塔蒙特 (加利福尼亞州)
奧爾塔蒙特（英語：Altamont）是位於美國加利福尼亞州阿拉米達縣的一個非建制地區。該地的面積和人口皆未知。

## 地理
奧爾塔蒙特的座標為37°44′38″N 121°39′46″W / 37.74389°N 121.66278°W，而該地的平均海拔高度為226米（即741英尺）。